# رودولف زاكارياس بيكر
رودولف زاكارياس بيكر (بالألمانية: Rudolph Zacharias Becker)‏ هو كاتب ومؤلف ألماني، ولد في 9 أبريل 1752 في إرفورت في ألمانيا، وتوفي في 28 مارس 1822 في غوتا في ألمانيا.